# Creusa

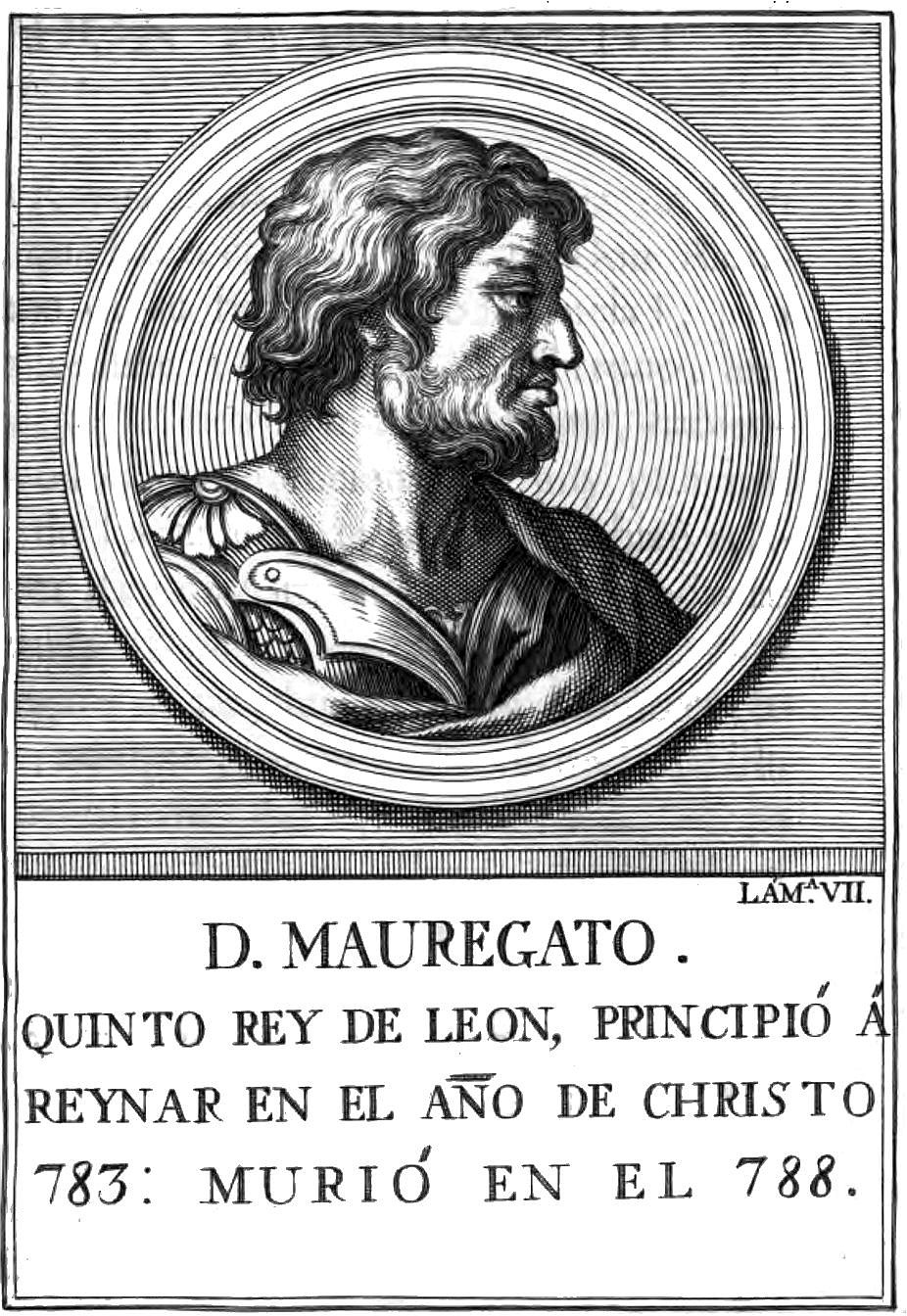
Grabado del que representa al rey Mauregato de Asturias, esposo de la reina Creusa.

Creusa (m. después de 789) fue una reina consorte de Asturias por su matrimonio con el rey Mauregato de Asturias, hijo ilegítimo del rey Alfonso I de Asturias.

## Biografía
Se desconoce su fecha de nacimiento. Aunque su existencia y su matrimonio con el rey Mauregato de Asturias han sido puestos en duda por algunos historiadores modernos, en un documento, fechado el 30 de octubre del año 863, y por el que Gladila, obispo de Braga, realizaba una donación a las iglesias de San Pedro, San Pablo y Santa María de Trubia, se menciona la existencia de Creusa, esposa de Mauregato, y de Hermenegildo, hijo de ambos.
Los historiadores del siglo XVIII, basándose en dicho documento, llegaron a la conclusión de que el rey Mauregato había contraído matrimonio y había tenido un hijo, hechos desconocidos hasta ese momento.
Se desconoce su fecha de defunción, aunque el padre Enrique Flórez señala en su obra, Memorias de las Reinas Católicas, que el hecho de que fuera sepultada en la iglesia de San Pedro de Trubia, a su parecer, indica que debió de fallecer tras la muerte de su esposo, ocurrida en el año 789, y cuando ella ya habría abandonado la corte asturiana.

## Sepultura
La reina Creusa fue sepultada en la iglesia de San Pedro de Trubia (actual San Pedro de Nora), según se desprende de un documento fechado el 30 de octubre del año 863 en el que se menciona que la esposa de Mauregato, y madre de Hermenegildo, había sido enterrada en dicha iglesia.

## Matrimonio y descendencia
Contrajo matrimonio con el rey Mauregato de Asturias, hijo ilegítimo del rey Alfonso I de Asturias, y fruto de dicha unión, cuestionada por diversos historiadores, habría nacido un hijo:
- Hermenegildo.

| Predecesora: Adosinda | Reina consorte de Asturias 783-789 | Sucesora: Ozenda |